# The Otolith Group
The Otolith Group wurde 2002 in London von Anjalika Sagar (* 1968 in London) und Kodwo Eshun (* 1967 in London) gegründet.
Anjalika Sagar erlangte 1997 den Bachelor in Sozialanthropologie und Hindi an der University of London und 2004 den Master of Fine Arts an der Middlesex University. Kodwo Eshun studierte Englischsprachige Literatur. Er absolvierte den Bachelor 1988 am University College und den Master 1990 in Literaturtheorie an der University of Southampton.
Die Otolith Group realisiert essayistische Filme, Installationen und Performances, betätigt sich als Ausstellungskurator, veröffentlicht Publikationen, entwickelt Programme und fördert die Arbeit anderer Künstler. „Ziel der Otolith Group ist es, durch ihre künstlerische Arbeit eine öffentliche Diskussionsplattform über Gegenwartskunst zu schaffen und einen kritischen Forschungsraum zwischen Theorie, Praxis und Ausstellung zu generieren“.
The Otolith Group wurde 2010 für den Turner Prize nominiert. Ihre Arbeit wurde 2011 im Bétonsalon, Paris ausgestellt, 2011–12 im MAXXI – Museo nazionale delle arti del XXI secolo, Rome und 2012 im Project 88 in Mumbai. Die Künstlergruppe nahm teil an zahlreichen Gruppenausstellungen, unter anderem an der Manifesta 9 und der dOCUMENTA (13). 2020 wurde die Filmarbeit INFINITY minus Infinity auf der Forum Expanded Ausstellung der Berlinale ausgestellt.

## Filmografie (Auswahl)
- 2003: Otolith I (23 Min.)
- 2006: Be Silent for the Ears of God are Everywhere (12 Min.)
- 2007: Otolith II (48 Min.)
- 2009: Otolith III (49 Min.)
- 2011: Anathema (37 Min.)
- 2012: See Infinite Distance Between Any Point and Another (34 Min.)
- 2012: People to be Resembling (22 Min.)
- 2012: The Radiant (65 Min.)
- 2013: Medium Earth (41 Min.)
- 2017: The Third Part of the Third Measure (43 Min.)
- 2018: Nucleus of the Great Union (32 Min.)
- 2018: O Horizon (90 Min.)
- 2019: INFINITY minus Infinity (52 Min.)